# Eros melanopterus
Eros melanopterus là một loài bọ cánh cứng trong họ Lycidae. Loài này được Lucas miêu tả khoa học năm 1857.